# Patkó Bandi fája
A Barcs külterületén álló Patkó Bandi fája egy hatalmas kocsányos tölgy, Somogy vármegye egyik legnagyobb fája. A 6-os főút mellett, Barcs és Darány között található, Középrigóc vasútállomás közelében. Nevét a legendás betyárról, Patkó Bandiról kapta. 1942-ben nyilvánították védetté a közelben álló, úgynevezett „lant alakú feketefenyővel” és a Rigóc-patak középső szakaszával együtt, ma a Duna–Dráva Nemzeti Parkhoz tartozik. Korát a 21. század elején 300–400 évesre becsülték. Mellette egy ismertető tábla áll.
A fa törzskerülete egy 2003-as mérés alapján 678 cm volt, 2008-ban már 688, 2015-ben pedig 700.

## Kigyulladása
2019. augusztus 16-án egy ismeretlen személy egy mécsest tett a fa törzsébe, amitől az belülről kiégett. A tűzoltók egész éjjel, sőt, összesen 23 órán át dolgoztak az oltáson, a műveletben tízen vettek részt. A szükséges mintegy 30 m³ vizet egy vízszállító ingajáratban hordta a helyszínre. 17-én reggel, a közlekedés biztonsága érdekében a fa megcsonkolása mellett döntöttek, amelyet egy Nagyatádról érkezett emelőkosaras gépjármű segítségével végeztek el, 9 órán át tartó teljes útzár mellett. A munkálatokat tovább nehezítette a fa odvában található lódarázsfészek. A fa 2021-re teljesen elpusztult, erősen lecsonkolt törzsét mementóként az út mellett hagyták.